# Mina vänner Tiger och Nalle Puh
Mina vänner Tiger och Nalle Puh (engelska: My Friends Tigger & Pooh) är en amerikansk animerad Disney-TV-serie från 2007.